# Сидади-Нова (станция метро)
Сидади-Нова (порт. Estação Cidade Nova) — станция Линии 2 метрополитена Рио-де-Жанейро. Станция располагается в районе Сидади-Нова города Рио-де-Жанейро. Открыта 1 ноября 2010 года.
Станция имеет два выхода к Cidade Nova и Avenida Presidente Vargas.

## Окрестности
- Префектура Рио-де-Жанейро (Prefeitura do Rio de Janeiro)
- Почтовое отделение (Correios)
- Телепорту (Teleporto)